# Народный совет коренных народов Оахаки имени Рикардо Флореса Магона
Народный совет коренных народов Оахаки имени Рикардо Флореса Магона (исп. Consejo Indígena Popular de Oaxaca "Ricardo Flores Magón", CIPO-RFM) — неправительственная межэтническая организация сельских коренных народов и общин мексиканского штата Оахака. 

## Концепция
Организация создана в 1997 году. Совет заявляет, что его цели заключаются в «поощрении, распространении и защите человеческих, территориальных, экономических, социальных, политических и культурных прав сообществ и отдельных лиц». Решения Совета принимаются посредством собраний методом консенсуса. Название Совета взято в честь его идейного вдохновителя, мексиканского анархиста начала XX века Рикардо Флореса Магона. Совет выступает за автономию, отмену частной собственности и учреждения общественной собственности на землю. Организация выступает против неолиберальной глобализации. 

## Структура
Совет организовал около двадцати шести сельских общин в небольшие анархистские сообщества, где практикуются общая собственность и демократическое правление. Если деревня выражает интерес к группе, делегат от Совета приезжает и объясняет методы работы Совета. Затем вопрос о присоединении поселения ставится на голосование. Совет занимается диверсиями и прямыми действиями против ветряных электростанций, креветочных ферм, эвкалиптовых плантаций и лесной промышленности. Совет создает кооперативы работников. Совет создал сеть автономных общественных радиостанций, чтобы информировать людей об опасностях для окружающей среды и информировать окружающие сообщества о новых промышленных проектах, которые приведут к уничтожению большего количества земель. В 2001 году Совет противодействовал строительству шоссе, которое было частью плана Puebla Panama. Во время восстания сапатистов в 1994 году Совет перекрыл транспортные линии, чтобы замедлить передвижение войск. Они также блокировали автомагистрали и закрыл правительственные учреждения по всей Оахаке, чтобы поддержать восстание 2006 года в столице штата.

## Преследования
С момента своего создания в 1980-х годах Совет сообщал о различных уровнях преследований со стороны чиновников правительства Оахаки и военизированных формирований, которые были предположительно связаны с правительством штата Оахака. Члены Совета столкнулись обысками в домах и угрозами смерти. Несколько высокопоставленных членов покинули страну, спасаясь от преследований. В число изгнанников входит и один из основателей Совета Рауль Гатика. Гатика бежал из Мексики после преследований, включая угрозы его жизни, и с 2005 года живет в Канаде. Мексиканское правительство активно противодействовало работе Совета.
В состав Совета входили представители 26 различных, в основном коренных, общин, включая народы чатино, миштеков, чинантеков, куикатеков, сапотеков, миксе и трике. Количество членов насчитывало около 2000 активистов. Наибольшая часть членов Совета имеет коренное происхождение.  Совет базируется в основном в дальних регионах Оахаки.

## Внешние ссылки
- Официальный сайт